# Giorni / Ormai
«Giorni» / «Ormai» — двойной сингл итальянской певцы Мины, выпущенный в июле 1977 года в поддержку её студийного альбома Mina con bignè, релиз которого состоялся позже в ноябре. Авторы песни «Giorni» (с итал. — «Дни») — Шел Шапиро и Луиджи Альбертелли, автор «Ormai» (с итал. — «Сейчас») — Андреа Ло Веккьо. Сингл оставался в хит-параде Италии тринадцать недель подряд, добравшись до девятой позиции.

## Критический приём
В ретроспективном обзоре для OndaRock Клаудио Милано отметил, что с «Ormai» Мина создала новую форму драматургии, достигнув художественной зрелости.

## Список композиций
7" сингл
A1. «Giorni» — 4:35
A2. «Ormai» — 4:08

## Хит-парады
| Хит-парад (1977)         | Высшая позиция |
| ------------------------ | -------------- |
| Италия (Musica e dischi) | 9              |

## Кавер-версии
- В 1978 году Катри Хелена для альбома Ystävä записала кавер-версию «Giorni» на финском языке под названием «Päivät» с адаптированной лирикой Пертти Репонена[фин.][7].
- В том же году Ажда Пеккан для альбома Süper Star 2 записала кавер-версию «Giorni» на турецком языке под названием «Ya Sonra» с адаптированной лирикой Фикрет Шенеш[тур.][8].